# Boston-Marathon 2010
Der Boston-Marathon 2010 war die 114. Ausgabe der jährlich stattfindenden Laufveranstaltung in Boston, Vereinigte Staaten. Der Marathon fand am 19. April 2010 statt und war der erste World Marathon Majors des Jahres.
Bei den Männern gewann Robert Kiprono Cheruiyot in 2:05:52 h und bei den Frauen Teyba Erkesso in 2:26:11 h.

## Ergebnisse

### Männer
| Platz | Athlet                   | Land               | Zeit (h) |
| ----- | ------------------------ | ------------------ | -------- |
| 01    | Robert Kiprono Cheruiyot | Kenia              | 2:05:52  |
| 02    | Kebede Tekeste           | Äthiopien          | 2:07:23  |
| 03    | Deriba Merga             | Äthiopien          | 2:08:39  |
| 04    | Ryan Hall                | Vereinigte Staaten | 2:08:41  |
| 05    | Meb Keflezighi           | Vereinigte Staaten | 2:09:26  |
| 06    | Gashaw Asfaw             | Äthiopien          | 2:10:53  |
| 07    | John Kipkorir Komen      | Kenia              | 2:11:48  |
| 08    | Moses Kipkosgei Kigen    | Kenia              | 2:12:04  |
| 09    | Jason Lehmkuhle          | Vereinigte Staaten | 2:12:24  |
| 10    | Alejandro Suarez         | Mexiko             | 2:12:33  |

### Frauen
| Platz | Athletin             | Land                | Zeit (h) |
| ----- | -------------------- | ------------------- | -------- |
| 01    | Teyba Erkesso        | Äthiopien           | 2:26:11  |
| 02    | Tatjana Puschkarjowa | Russland            | 2:26:14  |
| 03    | Salina Jebet Kosgei  | Kenia               | 2:28:35  |
| 04    | Waynishet Girma      | Äthiopien           | 2:28:36  |
| 05    | Bruna Genovese       | Italien             | 2:29:12  |
| 06    | Lidija Grigorjewa    | Russland            | 2:30:31  |
| 07    | Yurika Nakamura      | Japan               | 2:30:40  |
| 08    | Sun Weiwei           | Volksrepublik China | 2:31:14  |
| 09    | Nailja Julamanowa    | Russland            | 2:31:48  |
| 10    | Albina Majorowa      | Russland            | 2:31:55  |